# Adam Supeł
Adam Supeł (ur. 1966) – polski urzędnik państwowy, prawnik, były wojewoda warmińsko-mazurski.

## Życiorys
Ukończył I Liceum Ogólnokształcące w Ełku, a w 1991 studia prawnicze na Uniwersytecie Gdańskim. Przez rok pracował w biurze prawnym Komisji Krajowej NSZZ „Solidarność”, następnie do 1993 w Urzędzie Gminy w Kartuzy. W latach 1993–1998 był zatrudniony w Najwyższej Izbie Kontroli. Od 1999 do 2006 prowadził w Warszawie kancelarię radcy prawnego. 17 stycznia 2006 premier Kazimierz Marcinkiewicz powołał go na urząd wojewody warmińsko-mazurskiego. 17 stycznia 2007 premier Jarosław Kaczyński odwołał go z tej funkcji.